# 澤木喬
澤木 喬（さわき きょう、1961年7月25日 -）は、千葉県出身の推理作家。立教大学法学部法学科卒（立教ミステリクラブOG、）、専攻は比較憲法。
学生時代から多くの作品を同人誌へ発表し、また当時（1983年5月~1988年5月）、創元推理文庫に挟まれていた小冊子〈紙魚の手帖〉（全41号）のコーナーの一つである「女子大生はチャターボックス」（1984年5月 - 85年）に奈々村ねこ名義でゲスト出演している。ちなみにこのコーナーをレギュラーで担当していた女子大生の一人に若竹七海（木智みはる名義）がいる。
以後、菊地千尋名義や、沢桔梗名義、そして澤木喬名義で、主に東京創元社刊の書籍の解説等に参加。また、いくつかの職業を経験し、教育社では『植物の世界』の編集に関わる。
その後、立教ミステリクラブの創設者である戸川安宣の目にとまり、1990年12月20日『鮎川哲也と十三の謎'90』に収録の短編「鳴神」でデビュー。5日後の12月25日には東京創元社から「創元ミステリ'90」の第10回配本として『いざ言問はむ都鳥』が刊行された。

## 主な著作物

### 小説
- いざ言問はむ都鳥
  - 1990年12月25日、創元ミステリ'90、東京創元社、解説-北村薫、ISBN 4488012426
  - 1997年5月23日、創元推理文庫、東京創元社、解説-巽昌章、ISBN 9784488419011
    - いざ言問はむ都鳥
    - ゆく水にかずかくよりもはかなきは
    - 飛び立ちかねつ鳥にしあらねば
    - むすびし水のこほれるを
- 鳴神（短編、『鮎川哲也と十三の謎'90』所収、1990年12月20日、東京創元社、ISBN 9784488023256）
- 火取虫（短編、『鮎川哲也と十三の謎'91』所収、1991年12月20日、東京創元社、ISBN 9784488023294）

### 解説・他
- 探偵小説の世紀（下） （アンソロジー、1985年、創元推理文庫、 G・K・チェスタトン-編、乾信一郎他-訳、鼎談「誠意・骨格・満足」-小山正・橋本直樹・菊池千尋、地獄庵蔵書目録-戸川安宣、ISBN 978-4488110116）
- 動物好きに捧げる殺人読本（短編集、 1986年、単行本版、東京創元社、パトリシア・ハイスミス-著、大村美根子・榊優子・中村凪子・吉野美恵子-訳、鼎談「ミステリ好きに捧げるハイスミス読本」-菊池千尋・小山正・戸川安宣/ISBN 4-488-22401-6）
- 猫が死体を連れてきた （長編、1989年、シャーロット・マクラウド-著、高田恵子-訳沢桔梗-解説、ISBN 978-4488246068）
- ブラディ・ローズ The BLOODY ROSE（長編、1990年、単行本版、東京創元社、今邑彩-著、解説-澤木喬、ISBN 978-4488012366）
- 水に眠る（短編集所収の短編のうち1作について、1997年、文春文庫、北村薫-著、「眠るひとへ-「かすかに痛い」について」-澤木喬、ISBN 978-4167586010）
- 煙の殺意（短編集、2001年、創元推理文庫、泡坂妻夫-著、「温顔の死神あるいは死に至る遊技」-澤木喬、ISBN-13:978-4488402174）

## その他
- 前述の若竹七海は、立教ミステリクラブでも澤木の後輩にあたり、若竹がいわゆる「五十円玉二十枚の謎」に出逢ったときは、澤木も強い興味を示し、その解答について様々に思いを巡らせたという。『いざ言問はむ-』第2作の「ゆく水にかずかくよりもはかなきは」は、この謎を元にして書かれたものである。

- 若竹に関して、デビュー作『僕のミステリな日常』で主人公・若竹七海が編集した真田建設コンサルタント社内報「ルネサンス」（本編には目次のみ所収）の1990年7月号37ページに「盆栽の極意 鳥取営業所長菊池千尋」の名が見える。

- また、澤木の大学での専攻は比較憲法であった、と書いたが、北村薫による単行本版『いざ言問はむ-』解説によると、澤木は同作中に「その道の人には《比較憲法をやっていた》とすぐ伝わる」ようなサインを隠している、らしい。

- 『盤上の敵』（1999年、講談社、北村薫著）末尾に、北村は「植物関係について<中略>参考とさせていただいた」として『森の博物館現物標本』（オーク・ヴィレッジ）と並んで、「菊地千尋さんのお話」を挙げている。